# Rudolf Piernay
Rudolf Piernay (* 8. Dezember 1943 in Güstrow) ist ein deutscher Gesangslehrer, Hochschullehrer und Sänger.

## Leben
Kindheit und Jugend mit ersten Studien verbrachte Rudolf Piernay in Berlin. Dann begann er ein Studium in den Fächern Gesang, Klavier, Liedbegleitung sowie Dirigieren in London. Seine Lehrer im Gesang waren Harry Gottschalk, Joy Mammen, Walther Gruner und Cornelius L. Reid. Bei Pierre Bernac studierte er das französische Repertoire. Piernay singt Werke in acht verschiedenen Sprachen.
Er hatte seit 1974 eine Lehrtätigkeit an der Guildhall School of Music and Drama und war zusätzlich seit 1991 Professor an der Musikhochschule Mannheim. 1992 bis 1993 unterrichtete er außerdem an der Hochschule für Musik in Detmold. 2014 trat er in den Ruhestand.
Zu seinen zahlreichen Schülern zählen u. a. Markus Brutscher, Barbara Buffy, Melanie Diener, Hans Griepentrog, Stephanie Hampl, Dorothe Ingenfeld, Konrad Jarnot, Hanna-Elisabeth Müller, Hanno Müller-Brachmann, Michael Nagy, Michael Volle, Jens Hamann, Bryn Terfel, Martin Wistinghausen und Christoph Wittmann.
Rudolf Piernay tritt außerdem selbst in der Stimmlage Bassbariton als Konzert- und Liedsänger auf. Er ist Dozent für Meisterkurse. Seit 2007 unterrichtet er im Rahmen der Sommerkurse des Mozarteums in Salzburg.

## Schriften
- Rudolf Piernay: Klassischer Gesang als Beruf und Berufung. Bärenreiter-Verlag, Kassel 2012, ISBN 978-3-7618-2279-1.